# Стрекоза перевязанная
Стрекоза перевязанная, или сжатобрюх предгорный, (лат. Sympetrum pedemontanum) — вид стрекоз из рода Sympetrum. Этот вид может быть индикатором качества воды в водоёмах.

## Описание
Длина 28-35 мм, брюшко 18-23 мм, заднее крыло 21-27 мм. Задний край переднегруди имеет большой, почти вертикальный выступ, несущий бахромку из длинных волосков. Все крылья несут тёмную перевязь (в зависимости от возраста и пола её цвет варьируется от ярко-кремовой до интенсивно-красной). Ноги целиком или почти целиком чёрного цвета. У самца грудь коричневато-красная, брюшко красное. У самки грудь серовато-коричневая, а брюшко жёлтого цветам.

## Ареал
Транспалеарктический вид, встречается от Южной и частично Средней Европы через весь Южную Сибирь до Приморья и Сахалина. Известен также из Китая и Монголии. Ареал включает территорию Крыма. Это один из наиболее характерных видов стрекоз степной зоны. Часто встречается именно в предгорных ландшафтах, как это следует из его названия. В горах поднимается только до высоты 500 м.
На Украине встречается на западе Лесостепи, в Прикарпатье и на небольших высотах Карпат, в Закарпатской низменности, в Киевской, Черниговской, Полтавской, Николаевской областях. Вид никогда не бывает массовым, встречаются единичные особи.

## Подвиды
До недавнего времени выделяли 4 подвида перевязанных стрекоз: S. p. pedemontanum (Müller, 1766), номинативный, распространённый от западных границ ареала на восток до Алтая, S. p. intermedium Belyshev, 1955 — от Алтая до среднего течения Амура, S. p. kurentzovi Belyshev, 1956 — от Среднего Амура до Тихого океана, и S. p. elatum (Selys, 1872), обитающий на Сахалине, Курильских и Японских островах. Однако недавние исследования морфологии представителей разных популяций перевязанных стрекоз показали значительную внутривидовую изменчивость этого вида, имеющую индивидуальный, модификационный или клинальный, но не географический, характер. Поэтому все материковые популяции вида были объединены в один, номинативный, подвид Sympetrum pedemontanum pedemontanum, а островные, обитающие на Сахалине, Курильских и Японских островах, выделены в отдельный островной подвид Sympetrum pedemontanum elatum.

## Биология
Время лёта: середина июня — конец сентября. Стрекозы летают низко над растительностью и благодаря своей окраске сливаются с фоном. Полет порхающий, слабый; стрекозы не могут активно противостоять ветру и ищут убежище. Самцы встречаются на растениях. Самки откладывают яйца бросая их в воду во время низкого периода, и лишь изредка на кромке воды в мокрый ил. Размножается в различных стоячих или медленно текущих водоёмах, преимущественно в мелких, тёплых, с богатой водной растительностью: слабопроточные водоемы, ручьи с медленным течением, проточные озера, озера в поймах рек. Развитие личинок завершается за один год. Личинка очень чувствительна к чистоте воды и не переносит любые её загрязнения.

## Охрана
Вид включён в Красную книгу Украины, как «уязвимый вид». Причины изменения численности: загрязнение водоёмов.